# Ajdovščina
Ajdovščina (em italiano:  Aidussina, em alemão:  Haidenschaft) é um município da Eslovênia. A sede do município fica na localidade de mesmo nome.